# Богородское (деревня, Москва)
Богородское — деревня в Троицком административном округе Москвы  (до 1 июля 2012 года в составе Подольского района Московской области). Входит в состав Поселения Роговское.

## Население
Согласно Всероссийской переписи, в 2002 году в деревне проживало 4 человека (3 мужчины и 1 женщина). По данным на 2005 год, в деревне проживало 5 человек.

## Известные уроженцы
- Дергачёв, Дмитрий Андронович — Герой Советского Союза.

## Расположение
Деревня Богородское расположена примерно в 39 км к юго-западу от центра города Подольска. В 3 км северо-западнее деревни проходит Калужское шоссе. Ближайший населённый пункт — посёлок Рогово.